# Xã Crown Hill, Quận Kidder, Bắc Dakota
Xã Crown Hill (tiếng Anh: Crown Hill Township) là một xã thuộc quận Kidder, tiểu bang Bắc Dakota, Hoa Kỳ. Năm 2010, dân số của xã này là 7 người.